# 茶杯碟

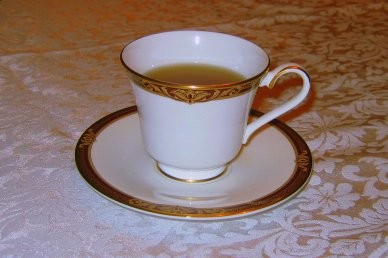
茶杯與茶杯碟

茶杯碟，是西式茶具和咖啡具中用作承托杯子的小碟子，類似東亞的茶托。不同于茶托，茶杯碟本是用来将杯中的饮料少量移入茶杯碟中，然后用茶杯碟饮用，以降低温度，所以最开始是有一定深度的。后来用茶杯碟喝茶或者咖啡的人减少，茶杯碟也变得像茶托一样扁平。